# Forte de Grey Point
O Forte de Grey Point localiza-se em Grey Pont, no Borough de North Down, Condado de Down, na Irlanda do Norte.
Dominando a Helen’s Bay, próximo ao atual Crawfordsburn Country Park, a sua artilharia controlava o acesso à capital, Belfast, contra uma possível invasão inimiga.
Erguido em 1904, foi modernizado no contexto da Segunda Guerra Mundial. Em bom estado atualmente, abriga um museu histórico-militar, embora o acesso para deficientes físicos seja limitado.